# Football Against Racism in Europe
Football Against Racism in Europe (FARE) — сеть, которая борется против расизма и ксенофобии в  европейском футболе.
Она была основана в Вене, Австрия, в феврале 1999. Сеть получила поддержку со стороны UEFA, FIFA и Европейской комиссии.

## История организации
- 1997: как часть «Европейского года против расизма» Европейская комиссия поддержала разных проектов, связанных с футболом
- февраль 1999: создание сети FARE в Вене.